# 파나소닉 루믹스 DMC-G1
DMC-G1(영어: Panasonic DMC-G1)은 파나소닉의 첫 마이크로 포서즈 시스템 규격 카메라이자 세계 최초의 미러리스 렌즈 교환식 카메라이다. 2008년8월 5일 마이크로 포서즈규격의 발표 이후인 2008년 9월 12일에 G Vario 14-45mm 1:3.5-5.6 ASPH. Mega OIS와 45-200mm 1:4-5.6 Mega OIS와 함께 출시되었다.

## 특징
이 카메라는 DSLR 카메라들과 비교하여 작은 카메라 본체와 렌즈를 가지고 있다. 렌즈 교환시 먼지 유입을 막기 위해 먼지 제거 시스템sophisticated projection system을 가지고 있으며 다른 컴팩트 디지털 카메라 보다 더 좋은 이미지를 보여주는 전자 뷰파인더를 장착하고 있다. 이 카메라의 컨트라스트 검출 AF 능력은 위상차 검출 AF 기술을 쓰는 일반적인 DSLR 카메라들에 필적할만한 성능이다.
포서즈시스템과 마이크로 포서즈시스템의 센서 규격은 같으며, 단지 플렌지백에서 차이가 나기 때문에, DMW-MA1 마운트를 장착하면 기존의 포서즈 렌즈 또한 그대로 사용할 수 있는 장점이 있다. 또한 수동 초점 마운트를 장착하면 라이카 M, R, 올림푸스 OM, 니콘 F, 캐논 FD, 미놀타 SR, M42 스크류 마운트, 콘탁스/야시카 마운트를 모두 사용할 수 있다. 다만 전자식 렌즈의 경우 특별히 제작된 어댑터가 있어야 전자식 컨트롤이 인지된다.

## 같이 보기
- 마이크로 포서즈 시스템
- 미러리스 카메라